# Tiengemeten
Tiengemeten és una illa a la província d'Holanda del Sud (Països Baixos). Fou un municipi a part fins a la reestructuració de municipis neerlandesos de l'any 1984. Avui en dia pertany al municipi de Korendijk. El nom refereix a una mida: un gemet és una unitat de superfície àntica d'aproximadament 0,4 hectàrees i tien vol dir «deu». L'illa té una mida de 7 km de llargada i 2 km d'ample, que ja no correspon amb la mida del nom (que seria 100 x 400 metres). Des del 1997 està en mans de l'associació Natuurmonumenten.